# As Time Goes By (álbum)
As Time Goes By es el décimo álbum solista del cantante británico Bryan Ferry. Lanzado en 1999, consta de canciones populares y standards de jazz. El álbum alcanzó el puesto 16 en el Reino Unido, superando las 100.000 unidades vendidas en ese país. Fue coproducido por Ferry con Rhett Davies, que había trabajado con el músico desde sus días en Roxy Music.

## Crítica y recepción
Stephen Thomas Erlewine, crítico de AllMusic, escribió sobre el álbum: "En principio, puede parecer una alejamiento del Ferry habitual, pero al final, encaja perfectamente con sus trabajos anteriores. Es cierto que puede no ser un gran álbum en general, pero es fácil ser seducido por su casual elegancia".
En la crítica de The A.V. Club, Keith Phipps escribió: "Los resultados son a la vez predecibles y emocionantes, musicalmente de buen gusto, pero tan emocionalmente crudos como los buenos modales lo permiten".

## Lista de canciones
| N.º | Título                                  | Autores y compositores                       | Duración |
| --- | --------------------------------------- | -------------------------------------------- | -------- |
| 1.  | "As Time Goes By"                       | Herman Hupfeld                               | 2.35     |
| 2.  | "The Way You Look Tonight"              | Jerome Kern, Dorothy Fields                  | 3.33     |
| 3.  | "Easy Living"                           | Ralph Rainger, Leo Robin                     | 2.14     |
| 4.  | "I'm in the Mood for Love"              | Jimmy McHugh, Dorothy Fields                 | 4.20     |
| 5.  | "Where or When"                         | Richard Rodgers, Lorenz Hart                 | 3.20     |
| 6.  | "When Somebody Thinks You're Wonderful" | Harry Woods                                  | 3.00     |
| 7.  | "Sweet and Lovely"                      | Charles Daniels, Gus Arnheim, Harry Tobias   | 3.10     |
| 8.  | "Miss Otis Regrets"                     | Cole Porter                                  | 2.44     |
| 9.  | "Time on My Hands"                      | Vincent Youmans, Harold Adamson, Mack Gordon | 3.01     |
| 10. | "Lover, Come Back to Me"                | Sigmund Romberg, Oscar Hammerstein           | 2.51     |
| 11. | "Falling in Love Again"                 | Friedrich Hollaender, Sammy Lerner           | 2.27     |
| 12. | "Love Me or Leave Me"                   | Walter Donaldson, Gus Kahn                   | 2.42     |
| 13. | "You Do Something to Me"                | Cole Porter                                  | 2.46     |
| 14. | "Just One of Those Things"              | Cole Porter                                  | 2.44     |
| 15. | "September Song"                        | Kurt Weill, Maxwell Anderson                 | 3.00     |

## Músicos
- Bryan Ferry - voz líder, sintetizador y arreglos
- Phil Manzanera - guitarra
- Robin Trower - productor asociado
- Alan Barnes - clarinete, saxo tenor
- Nicholas Bucknail - clarinete
- Wilfred Gibson - violín
- Bob Hunt - trombón
- Chris Laurence - bajo
- Andy Newmark - batería
- Anthony Pleeth - chelo
- Frank Ricotti - percusión
- John Sutton - batería
- Enrico Tomasso - trompeta
- Hugh Webb - arpa
- Gavyn Wright - violín
- Peter Lale - viola
- Boguslaw Kostecki - violín
- Jose Libertella - bandoneón
- Luis Stazo - bandoneón
- Paul Clarvis - batería
- Philip Dukes - viola
- Colin Good - piano, dirección musical, arreglos
- Anthony Pike - clarinete
- Jim Tomlinson - clarinete, saxo alto
- Richard Jeffries - bajo
- Malcolm Earle Smith - trombón
- Abraham Leborovich - violín
- James Sanger - programación
- Robert Fowler - clarinete
- Martin Wheatley - banjo
- Timothy Lines - clarinete
- David White - clarinete
- Nils Solberg - guitarra
- David Woodcock - violín
- Cynthia Millar - ondas Martenot